# ولاد المختار (مسلسل)
ولاد المختار هو مسلسل مغربي مقتبس من رواية الإخوة كرامازوف للأديب فيودور دوستويفسكي صدر في عام 2019 من إخراج علي الطاهري وغيثة قصار، من بطولة نخبة من الممثليين المغاربة أمثال إدريس الروخ، أمين الناجي، عمر لطفي، سحر الصديقي، فاطمة الزهراء بناصر والمهدي الوزاني.

## قصة المسلسل
تدور أحداث المسلسل حول تلاث إخوة فرقت بينهم الدنيا وجعلت من علاقتهم عداوة وكراهية نتيجة صراع حول ملكية فيلا تعود لأمهم في الأصل.وسط نزاع مع أبيهم الذي إستحوذ عليها ووهبها لمغنية ملاهي.
تتطور الأحداث الدرامية للمسلسل بعد مقتل الأب وإتهام أحد الإخوة بإرتكاب الجريمة.

## طاقم العمل
- إدريس الروخ
- أمين الناجي
- عمر لطفي
- سحر الصديقي
- فاطمة الزهراء بناصر
- عبد النبي البنيوي
- نجية فاتح
- المهدي الوزاني

## وصلات خارجية
- ولاد المختار (مسلسل) في قاعدة بيانات الأفلام العربية